# Scaphytopius apertus
Scaphytopius apertus är en insektsart som beskrevs av Delong 1943. Scaphytopius apertus ingår i släktet Scaphytopius och familjen dvärgstritar. Inga underarter finns listade i Catalogue of Life.